# Balliviaspongia
Balliviaspongia is een geslacht van sponsdieren uit de klasse van de Demospongiae (gewone sponzen). Er is nog onduidelijkheid over bij welke familie dit geslacht behoort te worden ingedeeld ('incertae sedis').

## Soort
- Balliviaspongia wirrmanni Boury-Esnault & Volkmer-Ribeiro, 1991